# Locomotiva ad accumulatore di vapore

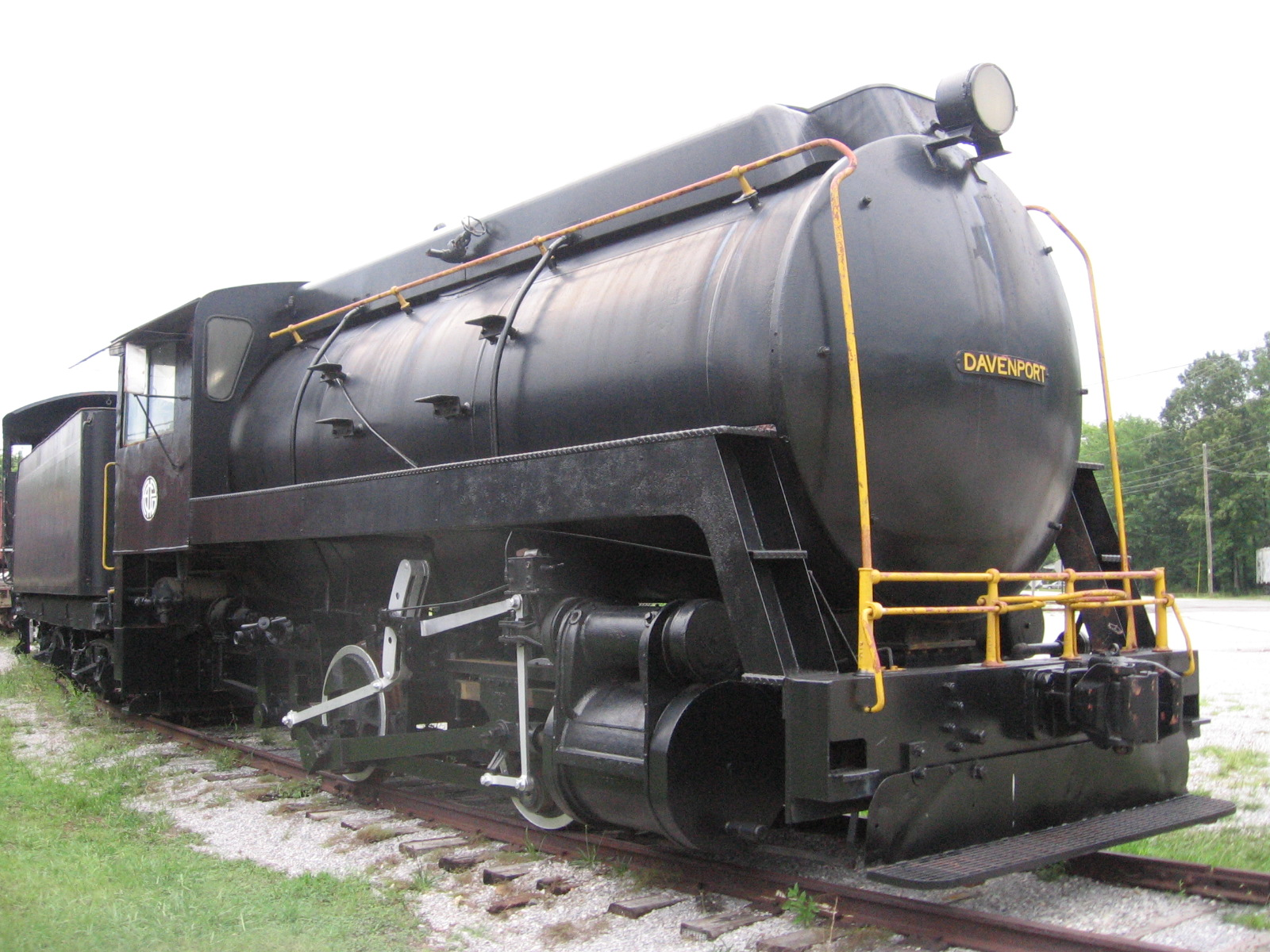
Una locomotiva ad accumulatore di vapore, di rodiggio B, costruita dalle Davenport Locomotive Works nel 1953 e conservata nel Dixie Railroad Museum.

Una locomotiva ad accumulatore di vapore è una particolare locomotiva a vapore privo di bruciatore e generatore di vapore ma usa vapore prodotto in impianti fissi lungo la strada ferrata per azionare un motore con ciclo a vapore.

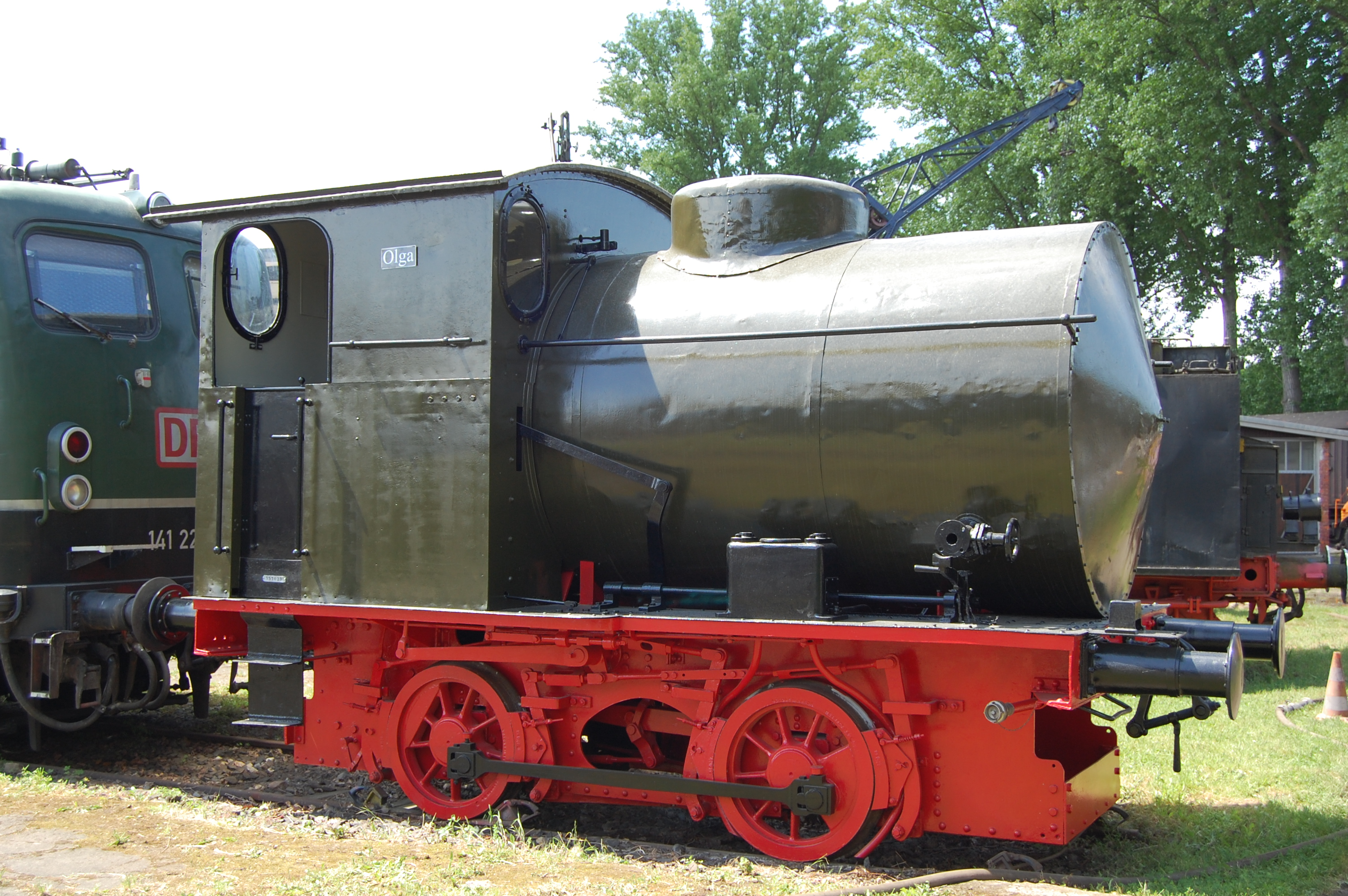
Una locomotiva ad accumulatore di vapore, di rodiggio B, costruita dalle Aktiengesellschaft für Lokomotivbau Hohenzollern nel 1911 e conservata nel Eisenbahnmuseum di Darmstadt-Kranichstein.

Il funzionamento è simile a una qualsiasi locomotiva a vapore, con una sostanziale differenza per la produzione del vapore, infatti questo tipo di locomotiva è privo di bruciatore, di generatore di vapore di qualunque tipo, di serbatoio di acqua fredda e di carbon fossile o legna. Il vapore viene prodotto in caldaie industriali fisse che portano l'acqua a vaporizzare a temperatura superiore a 200° e il vapore viene immagazzinato, ad ogni sosta, a bordo del rotabile in un grosso serbatoio simile a quello di un carro merci cisterna condensandosi in acqua a pressione di circa 16-18 bar e temperatura di circa 200° fino al pieno carico, cioè acqua surriscaldata.
Aprendo le valvole di prelievo del vapore surriscaldato, per inviarlo ai cilindri della locomotiva per farla muovere, il conducente provoca un lieve calo di pressione nella massa d'acqua; ciò provoca per reazione altra vaporizzazione di acqua surriscaldata a spese della sua temperatura fino a che nel serbatoio si raggiunge nuovamente l'equilibrio pressione-temperatura e così ogni volta. Ciò continua fino a che l'energia termica accumulata dall'acqua non si riduce a livelli insufficienti a produrre pressione di vapore utile, in genere, non meno di 3 bar. Dopo di ciò la locomotiva viene di nuovo portata al ricarico di acqua surriscaldata. 
L'autonomia di un tale sistema è in genere di solo qualche ora e pertanto veniva utilizzato per i movimenti di manovra nelle industrie ad alta pericolosità in cui è necessario evitare qualunque tipo di fiamma o scintillio elettrico.